# Josh Lawson
Joshua "Josh" Lawson, född 22 juli 1981 i Brisbane i Queensland, är en australisk skådespelare. Han är mest känd för rollen som Doug Gugghenheim i House of Lies, Tate i Superstore och Kano i 2021 års film Mortal Kombat. Han är utöver detta även yngre bror till skådespelaren Ben Lawson.

## Filmografi (i urval)

### Filmer
- 2012 – Rivalerna
- 2013 – Free Birds (röst)
- 2013 – Anchorman 2
- 2014 – The Little Death
- 2019 – Bombshell
- 2020 – Holly Slept Over
- 2021 – Long Story Short
- 2021 – Mortal Kombat
- 2022 – Blaze
- 2023 – True Spirit
- 2024 – Hacke Hackspett på sommarläger
- 2025 – Mortal Kombat 2

### TV-serier
- 2004 – Home and Away (TV-serie)
- 2006 – Blue Heelers (TV-serie)
- 2006 – All Saints (TV-serie)
- 2006 – Nightmares and Dreamscapes (TV-serie)
- 2007 – Sea Patrol (TV-serie)
- 2010 – Romantically Challenged (TV-serie)
- 2012–2016 – House of Lies (TV-serie)
- 2015–2018 – Superstore (TV-serie)
- 2016 – Wrecked (TV-serie)
- 2018 – Welcome to the Neighborhood (TV-serie)
- 2022 – Cobra Kai (TV-serie)
- 2024 – St. Denis Medical (TV-serie)